# تری‌برموفلوئورومتان
تری‌برموفلوئورومتان (به انگلیسی: Tribromofluoromethane) با فرمول شیمیایی CBr۳F یک ترکیب شیمیایی با شناسه پاب‌کم ۶۷۷۰۷ است. که جرم مولی آن 270.72 g/mol می‌باشد. شکل ظاهری این ترکیب، مایع بی‌رنگ است.